# Праздник граната
Праздник граната (азерб. Nar bayramı) — праздник, который с 2006 года ежегодно отмечается в Азербайджане в дни сбора граната. В дни праздника в городе Гёйчай, считающегося центром гранатоводчества Азербайджана, проводятся выставки, где садоводы демонстрируют различные сорта граната, гранатовые соки, варенья и т. д.
В 2020 году ЮНЕСКО объявило праздник граната одним из шедевров устного и нематериального культурного наследия человечества.

## История и описание праздника
Инициатором проведения праздника является акционер компании «Aznar» — Фархад Ахмедов. Проведение праздника организовывается руководством Министерства культуры и туризма Азербайджанской Республики и Исполнительной власти Гёйчайского района.
Гранат считается в Азербайджане королём фруктов. Испокон веков гранат является источником дохода местных жителей. Утверждается, что это единственная страна, где растут все сорта граната. В Азербайджане о гранате также сочиняют стихи, слагают песни.
Центром выращивания граната является Гёйчайский район. Площадь территории района составляет приблизительно 4 тысячи гектаров, где каждый год выращивается около 50 тысяч тонн гранатов. На территории Гёйчая располагается единственный в мире музей граната.
На протяжении этих дней на центральной площади города проводятся различные выставки, разворачивается ярмарка. Здесь можно попробовать гранатовый сок, который производится в ООО «Гёйчай-коньяк».
На выставках, проводимых в дни праздника демонстрируются такие сорта, как «Велес», «Ширин», «Гюлейша», «Шихбаба». У каждого свой вкус, цвет, из некоторых даже готовят лечебные снадобья. Так, например, отвар корня применяют как обезболивающее, сок используют для стабилизации давления, мякоть для улучшения аппетита, а для нормализации пищеварения протирают кожуру граната (см. подробно в статье Медицина в Азербайджане). Консул посольства Белоруссии в Азербайджане Глеб Красневский на одной из выставок отметил, что открыл для себя много новых сортов граната.
Также проводятся конкурсы («Самый большой плод граната»), выступления фольклорных групп, спортсменов, ансамбля песни и танца, концерты и т. д. На этой выставке Азадом Шириновым был продемонстрирован самый большой плод, весом более 1,5 килограммов.

Гёйчай в дни праздника, 2011-2019 год
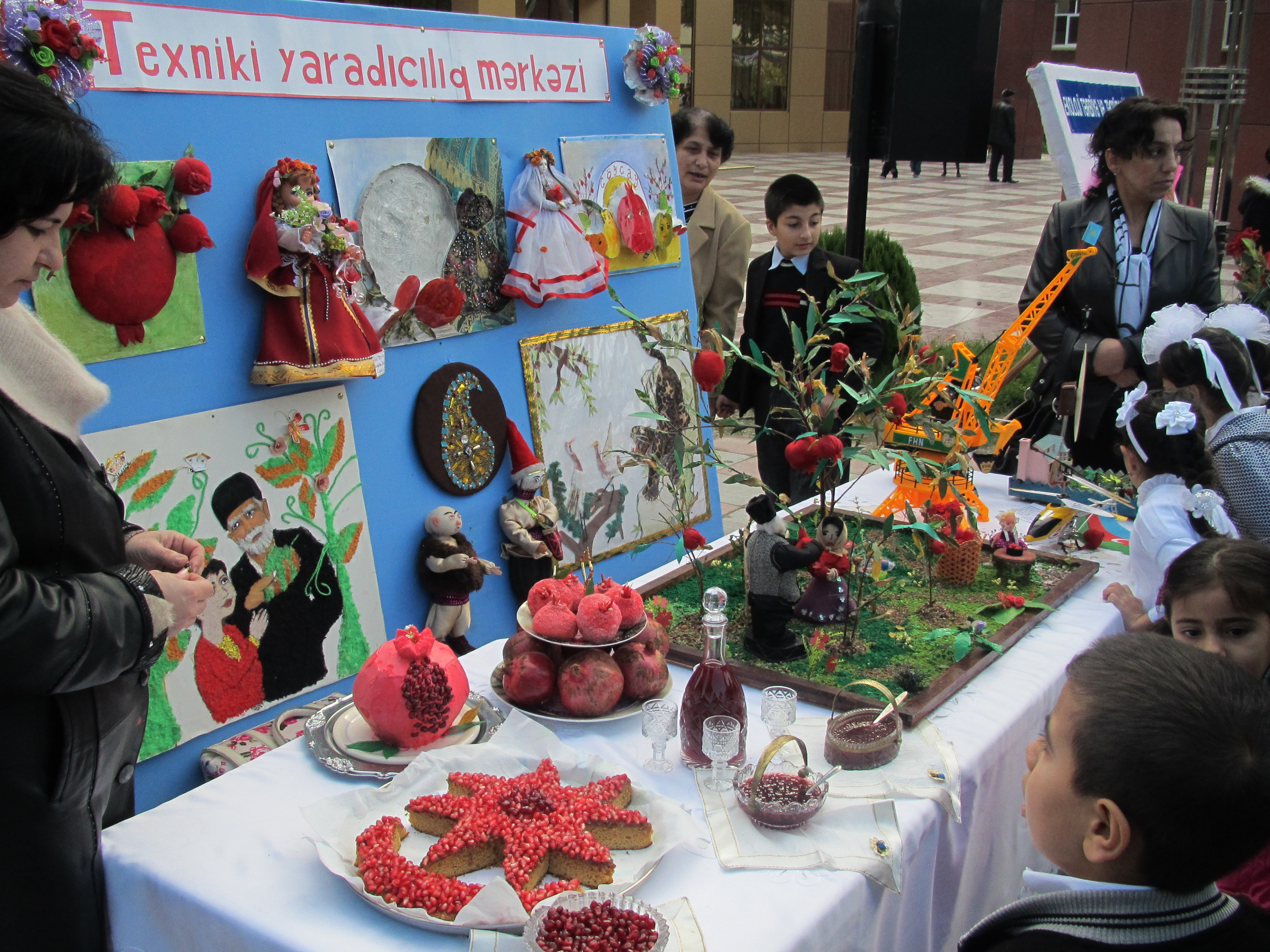
Один из приготовленных стендов с различными кушаньями из граната.
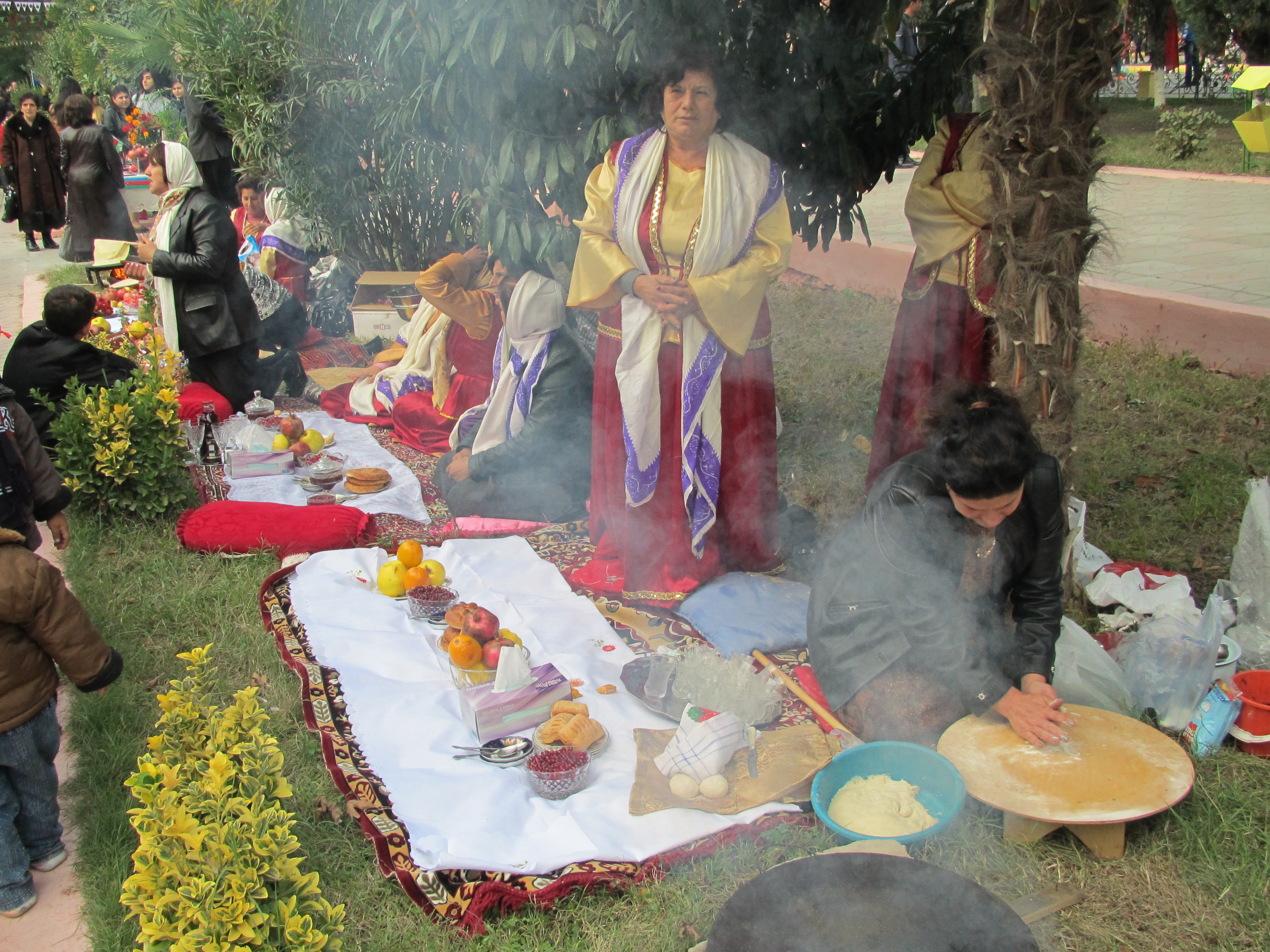
Женщины, готовящие лаваш на садже.
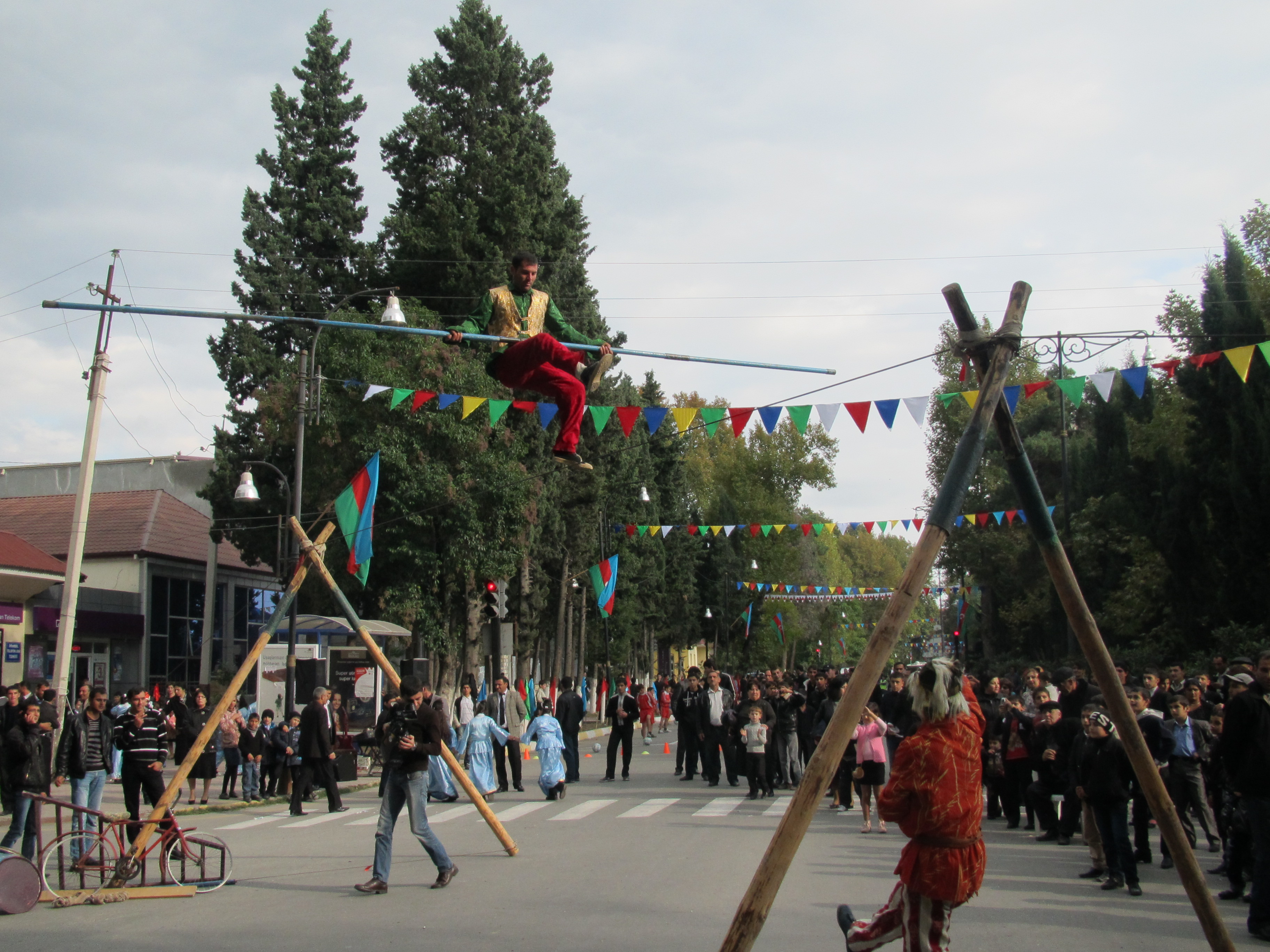
Выступление канатоходцев.
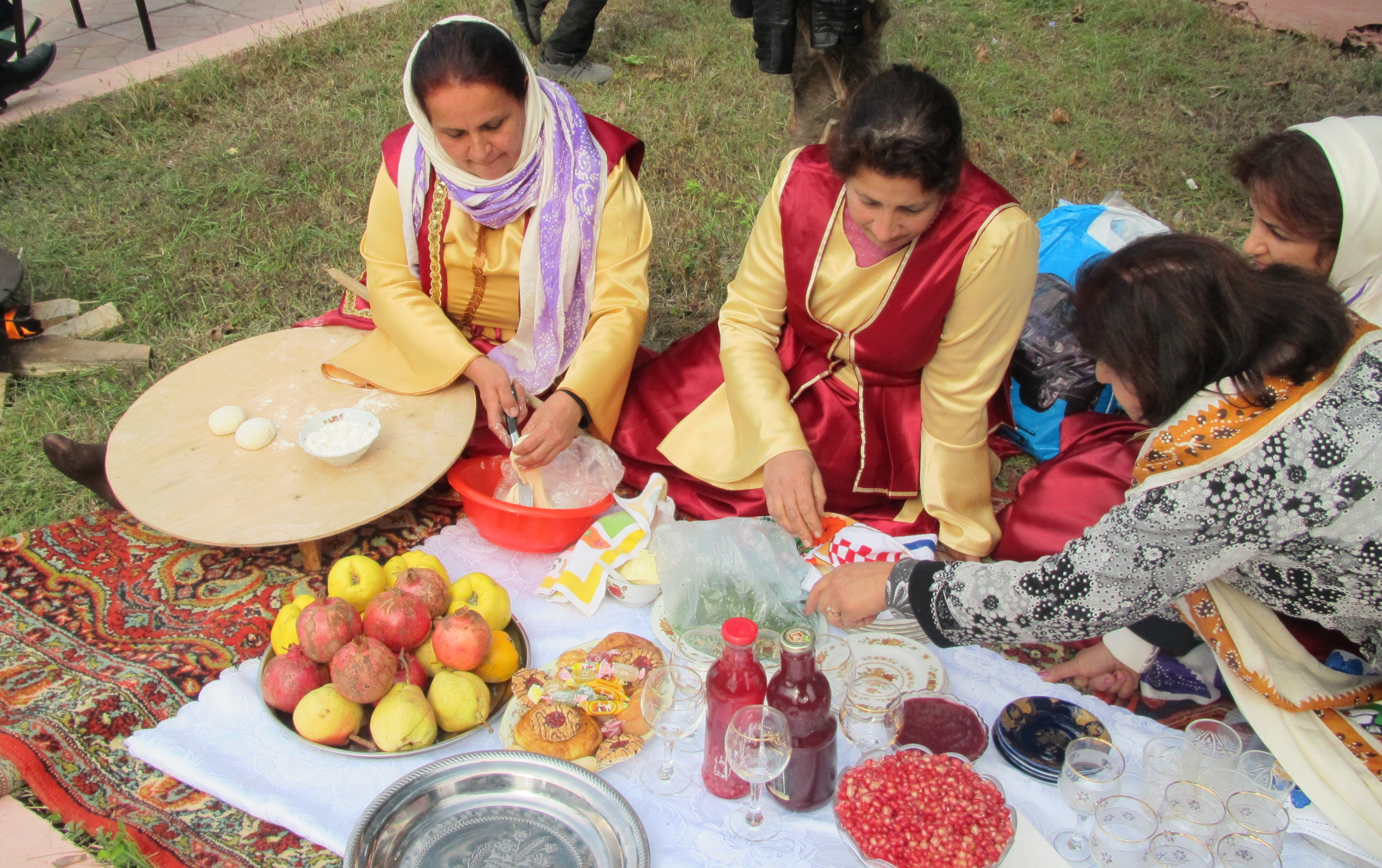
Женщины в национальных костюмах с кушаньями из граната.

Праздник граната в Азербайджане относится к числу эногастрономических фестивалей стран Содружества Независимых Государств (СНГ), проводимых в середине осени. По инициативе Национально-культурной автономии азербайджанцев Москвы он отмечается также в Екатерининском парке Москвы.